# 沈知事件
沈知事件是發生於1836年臺南縣後壁鄉的一宗事件，因當地發生乾旱，並有很多人搶糧，後來沈知率200多人起義，後來被台灣鎮總兵剿除判亂。